# برغندان
برغندان، سنگ‌انداز یا کلوخ‌اندازان جشن و خوشگذرانی بود که در پایان ماه شعبان و پیش از آغاز ماه رمضان در برخی شهرهای ایران برگزار می‌شد. این جشن به شکلهای گوناگون از قبیل رفتن به طبیعت، پختن غذاهای ویژه، نوشیدن شراب و … برگزار می‌شد.

## برغندان در ادب فارسی
در ادب فارسی شاعران و نویسندگان پیشین  از این جشن سخن گفته‌اند.
نزاری قهستانی (شاعر شیعه اسماعیلی) چنین می‌سراید:
«رمضان می‌رسد اینک دهم شعبان است
می بدارید و بنوشید که برغندان است»
صائب تبریزی درشعر خویش می‌گوید:
«روزه نزدیک است می‌باید کلوخ انداز کرد
زاهدان خشک را رندانه از سر باز کرد»
خاقانی چنین می‌سراید:
«گر خواهی گرفت از ریز روزی روزه عزلت
کلوخ انداز را از دیده راوق ریز ریحانی»
افضل الملک (نویسنده دوره مظفرالدین شاه قاجار) در کتاب افضل التواریخ آورده است:«...روز جمعه سلخ شعبان بندگان اقدس همایون شاهنشاهی بر حسب استدعای صدر اعظم تشریف فرمای پارک و منزل ایشان شدند تمام شاهنشاه زادگان و شاهزادگان عظام و وزراء و امرا نامدار بر حسب دعوت نامه ..... موائد گوناگون و خوان‌های بسیار مشحون از نعم لذیذه در اتاق و تالار و گوشه و کنار گسترده و چیده شده بود. شربت آلات و فواکه ممتاز و شیرینی آلات در سر هر میزی فراوان.... رسم این صدارت عظما این است که در هر سلخ شعبانی به جهت پیش آمدن ایام روزه مجلس کلوخ اندازان. اصطلاح جدید ما فارسیان است که سبب نامیدن چنین روزی را به چنین اسم ندانیم و توجیهی در این نقد می‌کنیم که باز ماخذ صحیح آن را یقین نداریم لکن اصل لغت صحیحه کلوخ اندازان برغندان است».
دهخدا ذیل واژه کلوخ اندازان در لغتنامه دهخدا می‌نویسد: برغندان. سنگ انداز. سیر و گشت و عیش و عشرت که پیش از ایام پرهیز و اواخر ماه شعبان کنند. (ناظم الاطباء). میگساری روز آخر شعبان. جشن روز پیش از رمضان. بگماز یا سوری در سلخ شعبان.

## شباهت و تفاوت با جشن باریگندان ارمنی
برخی برغندان یا سنگ انداز را با جشن باریگندان که نزد ارمنی‌ها برگزار می‌شود مقایسه کرده‌اند. علاوه بر شباهت نام، این دو جشن پیش از روزه‌داری ارمنی‌ها و مسلمانان برگزار میشده است.

## آداب و رسوم

### در یزد
اهالی یزد و اغلب شهرهای این استان چند روز قبل از شروع ماه مبارک رمضان به پاکسازی منازل خود و همچنین مساجد سطح شهر می پردازند. آن ها پس از انجام امور نظافتی منزل، روز آخر ماه شعبان را صرف تفریح، خوردن و آشامیدن می کنند. شولی (نوعی آش) یکی از غذاهای متداول در روز کلوخ اندازان در یزد است. با پایان روز و غروب خورشید، این آیین نیز به انتها می رسد. در انتهای روز افرادی که در سنت کلوخ اندازان به دور یکدیگر جمع شده اند، کلوخ های کوچکی را به سمت یکدیگر پرتاب می کنند.